# Vlag van Málaga (provincie)

Vlag van de provincie Málaga

De vlag van de Spaanse provincie Málaga bestaat uit een wit veld met het provinciale wapen in het midden en een lichtblauwe rand met een breedte die overeenkomt met een vijfde van de hoogte van de vlag. De provincie heeft geen eigen wapen, maar gebruikt het wapen van de stad Málaga.
De provinciale vlag hangt op de officiële gebouwen van de Provinciale Raad van Malaga naast de Spaanse en Andalusische vlaggen en dateert van januari 1978, toen Joaquín Jiménez Hidalgo voorzitter was van deze instelling.
Het ontwerp is gebaseerd op de vlag van de maritieme provincie Málaga.